# بوثانكو
بلدية بوثانكو (بالإسبانية: Pozanco) هي بلدية تقع في مقاطعة آبلة التابعة لمنطقة قشتالة وليون وسط إسبانيا.

## الديموغرافيا
بلغ عدد سكان بلدية بوثانكو 62 نسمة عام 2011 (وفقاً للمعهد الوطني للإحصاء الإسباني).
| 58 | 51 | 56 | 52 | 51 | 58 | 62 |